# Fußball-Bezirksklasse Pommern
Die Bezirksklasse Pommern war eine zweitklassige Fußballliga im Sportgau Pommern in der Zeit des Nationalsozialismus. Sie diente als Unterbau der Gauliga Pommern, existierte von 1933 bis 1944 und wurde in mehreren Gruppen (auch Abteilungen genannt) ausgespielt. Die Sieger der Abteilungen spielten dann in einer Aufstiegsrunde die zwei Aufsteiger zur erstklassigen Gauliga Pommern aus. Ab 1940 hieß die Bezirksklasse 1. Klasse Pommern.

## Geschichte
Nach der durch die Gleichschaltung bedingten Auflösung des Verbandes Brandenburgischer Ballspielvereine und des Baltischen Sportverbandes 1933 wurden die Mannschaften aus Pommern in den Sportgau II Pommern eingeordnet. Die in der Saison 1932/33 in den beiden Verbänden bestplatzierten pommerschen Vereine erhielten einen Startplatz in der erstklassigen Gauliga Pommern, die restlichen Vereine wurden in die unteren Ligen eingeordnet.
Die Bezirksklasse Pommern startete 1933/34 mit drei Abteilungen zu je acht teilnehmenden Mannschaften. Bereits zur kommenden Spielzeit wurde die Spielklasse auf sechs Abteilungen (nun Gruppen genannt) erweitert, die Aufstiegsrunde wurde für die Abteilung Ost und West der Gauliga separat ausgetragen. 1936/37 gab es bedingt durch die beschlossene Verkleinerung der Gauliga Pommern auf zehn Teilnehmern zur folgenden Spielzeit die Besonderheit, dass die beiden Sieger der Aufstiegsrunde nicht direkt in die Gauliga aufstiegen, sondern mit vier Vertretern der Gauliga Pommern eine zusätzliche Qualifikationsrunde ausspielen mussten. Die nächste Änderung gab es 1937/38, fortan gab es vier Staffeln der zweitklassigen Spielklassen mit je elf Teilnehmern (Ausnahme Bezirksklasse Grenzmark mit neun Teilnehmern). Mit Beginn des Zweiten Weltkrieges stocke zunächst der Spielbetrieb. Die Ligen wurden umorganisiert, die Bezirksklasse hieß fortan 1. Klasse und wurde in acht Bezirken ausgespielt. Eine weitere Neueinteilung gab es zur Spielzeit 1942/43, es wurden 31 Kreise gebildet, die in neun Kreisgruppen zusammengefasst wurden.
Kriegsbedingt erfolgte die Auflösung der 1. Klasse nach der Spielzeit 1943/44. Alle noch spielfähigen Mannschaften im Gau wurden in verschiedene Sportkreisgruppen aufgeteilt.
Ähnlich wie die Gauliga Pommern wurde auch die Bezirksklasse Pommern spätestens während des Zweiten Weltkrieges von Militärsportvereinen und Betriebssportgemeinschaften kriegswichtiger Firmen dominiert, welche die bürgerlichen Vereine immer weiter zurück drängten.

## Spielzeiten der Bezirksklasse Pommern 1934–1944
Fettgedruckte Mannschaften setzten sich in der anschließenden Aufstiegsrunde durch und stiegen zur kommenden Spielzeit in die Gauliga Pommern auf.

### 1933/34
| Saison  | Sieger Abteilung Ost | Sieger Abteilung Süd   | Sieger Abteilung West |
| ------- | -------------------- | ---------------------- | --------------------- |
| 1933/34 | SC Viktoria Stargard | SV Hertha Schneidemühl | SC Comet Stettin      |

### 1934/35 – 1936/37
| Saison    | Sieger Gruppe Mitte  | Sieger Gruppe Nordost | Sieger Gruppe Ost | Sieger Gruppe Stettin | Sieger Gruppe Süd        | Sieger Gruppe West       |
| --------- | -------------------- | --------------------- | ----------------- | --------------------- | ------------------------ | ------------------------ |
| 1934/35   | SC Blücher Gollnow   | FC Pfeil Lauenburg    | SV 1910 Kolberg   | Swinemünder SC        | FC Viktoria Schneidemühl | Graf Schwerin Greifswald |
| 1935/36   | SC Viktoria Stargard | MSV Blücher Stolp     | VfB 1911 Belgard  | MTV Pommerensdorf     | MSV Mackensen Neustettin | TSV Saßnitz              |
| 1936/37 a | SV 1910 Kolberg      | MSV Blücher Stolp     | SC Labes          | Züllichower SC        | MSV Lützow Deutsch Krone | Graf Schwerin Greifswald |

### 1937/38 – 1938/39
| Saison  | Sieger Staffel Grenzmark | Sieger Staffel Mitte | Sieger Staffel Ost   | Sieger Staffel West |
| ------- | ------------------------ | -------------------- | -------------------- | ------------------- |
| 1937/38 | FC Viktoria Schneidemühl | SV Nordring Stettin  | MSV Hubertus Kolberg | LSV Pütnitz         |
| 1938/39 | FC Viktoria Schneidemühl | HSV Pionier Podejuch | HSV Köslin           | TSV 1861 Swinemünde |

### 1939/40 – 1941/42
| Saison  | Sieger Bezirk 1 Ernst-Moritz-Arndt-Bezirk | Sieger Bezirk 2 Greifenbezirk | Sieger Bezirk 3 Oderland  | Sieger Bezirk 4 Ihnabezirk | Sieger Bezirk 5 Regabezirk | Sieger Bezirk 6 Persantebezirk | Sieger Bezirk 7 Ostpommern | Sieger Bezirk 8 Grenzmark |
| ------- | ----------------------------------------- | ----------------------------- | ------------------------- | -------------------------- | -------------------------- | ------------------------------ | -------------------------- | ------------------------- |
| 1939/40 | LSV Pütnitz                               | Greifswalder SC               | Preußen-Borussia Stettin  | nicht überliefert          | nicht überliefert          | nicht überliefert b            | nicht ausgespielt          | SC Erika Schneidemühl     |
| 1939/40 | LSV Pütnitz                               | Greifswalder SC               | LSV Stettin               | nicht überliefert          | nicht überliefert          | nicht überliefert b            | nicht ausgespielt          | SC Erika Schneidemühl     |
| 1939/40 | LSV Pütnitz                               | Greifswalder SC               | BSG Gauger & Schünke      | nicht überliefert          | nicht überliefert          | nicht überliefert b            | nicht ausgespielt          | SC Erika Schneidemühl     |
| 1940/41 | LSV Parow                                 | LSV Parow                     | SC Viktoria Stargard      | SC Viktoria Stargard II    | nicht ausgespielt          | MSV Hubertus Kolberg           | LSV Stolpmünde             | FC Viktoria Schneidemühl  |
| 1941/42 | LSV Barth                                 | LSV Dievenow                  | VfB Reichspost 08 Stettin | nicht überliefert          | nicht ausgespielt          | LSV Kamp                       | nicht ausgespielt          | RSG Schneidemühl          |

### 1942/43 – 1943/44
| Saison  | Sieger Kreisgruppe A | Sieger Kreisgruppe B             | Sieger Kreisgruppe C                  | Sieger Kreisgruppe D | Sieger Kreisgruppe E | Sieger Kreisgruppe F | Sieger Kreisgruppe G | Sieger Kreisgruppe H | Sieger Kreisgruppe I     |
| ------- | -------------------- | -------------------------------- | ------------------------------------- | -------------------- | -------------------- | -------------------- | -------------------- | -------------------- | ------------------------ |
| 1942/43 | TSV 1860 Stralsund   | WKG Marine-Flakschule Swinemünde | WKG der BSG Hydrierwerke Pölitz       | nicht überliefert    | nicht überliefert    | SV Preußen Köslin    | LSV Stolpmünde       | nicht überliefert    | FC Viktoria Schneidemühl |
| 1943/44 | Greifswalder SC      | SV Karlshagen 1938               | WKG Kriegsmarine U-Stützpunkt Stettin | nicht überliefert    | nicht überliefert    | HSV Rügenwalde       | HSV Rügenwalde       | nicht überliefert    | HSV Groß Born II         |